# Galerie Tretiakov
La galerie d'État Tretiakov (en russe : Государственная Третьяковская галерея, Gossoudarstvennaïa Tretiakovskaïa galereïa) est un musée de Moscou fondé en 1856 par Pavel Tretiakov (1832-1898), industriel et grand amateur d'art.
Le musée possède l'une des plus importantes collections au monde : plus de 140 000 pièces de collection, dont 15 000 tableaux, la majorité œuvres d'artistes russes, 4 500 icônes et sculptures, et une centaine de milliers de dessins et divers documents graphiques. Les collections sont réparties entre le complexe Lavrouchinski (du XIe siècle au début du XXe siècle) et la Nouvelle Galerie Tretiakov (XXe siècle).

## Fondation

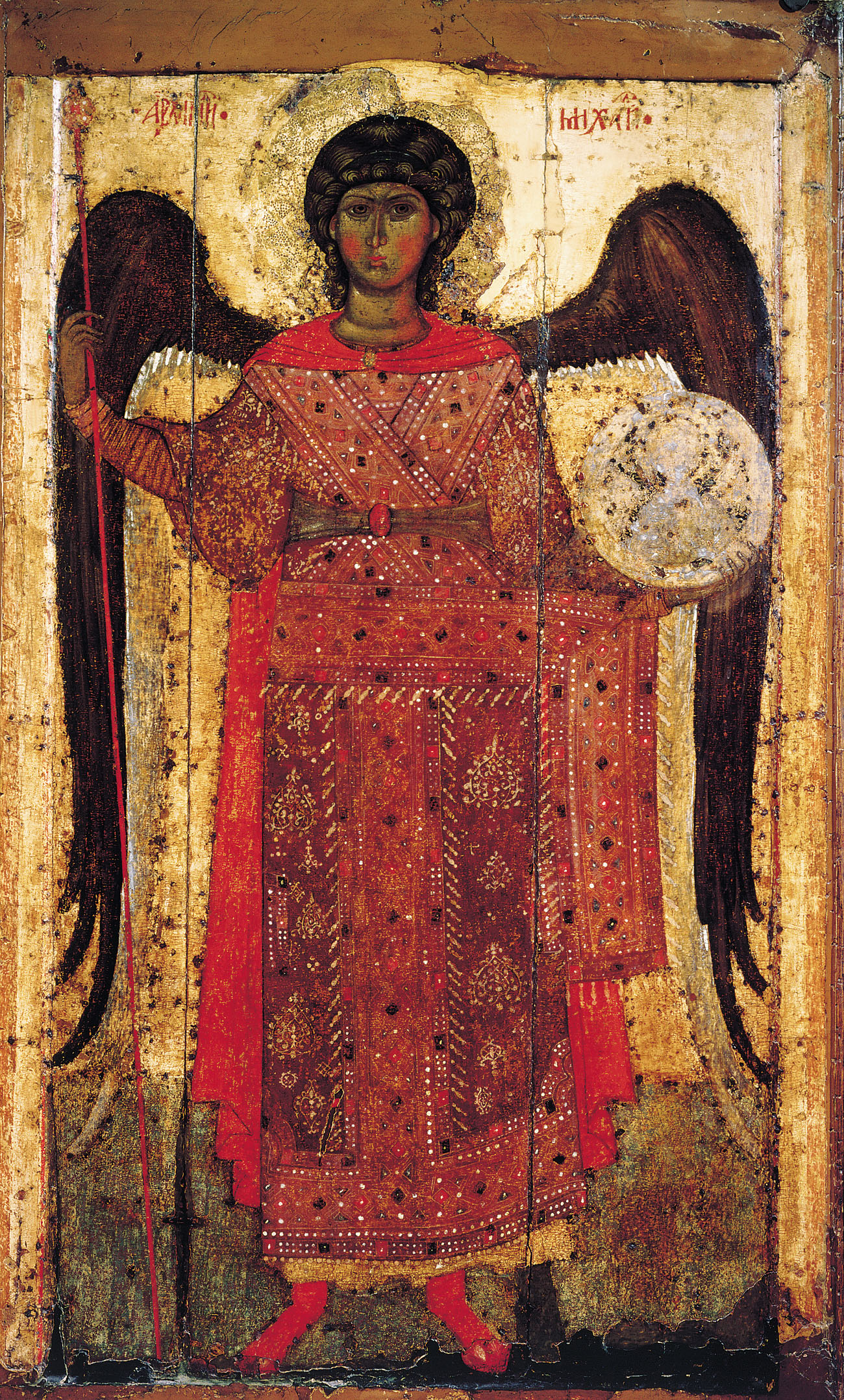
L'Archange Michel, XIIIe siècle.

Pavel Tretiakov commence sa collection dans les années 1850. On considère que la galerie fut fondée en 1856 avec l'acquisition de deux tableaux de peintres russes, mais en 1854-1855, il avait acquis neuf tableaux de peintres hollandais.
La galerie s'ouvre à un plus large public en 1867 à Zamoskvoretche ; la collection comprenait alors 1276 tableaux, 471 dessins et sculptures d'artistes russes et 84 tableaux de peintres étrangers.
En août 1892, il fait don à la ville de Moscou d'un ensemble qui  compte 1 287 peintures et 518 œuvres graphiques diverses issues de l'école russe, 75 tableaux et 8 dessins de l'école européenne, 15 sculptures et une collection d’icônes. Le musée ouvre officiellement le 15 août 1893.
La galerie était située dans la maison familiale, acquise en 1851 ; du fait de l'accroissement de la collection, il devint rapidement nécessaire de réaliser des extensions successivement en 1873, 1882 1885 et 1892. Celle de 1902-1904 dote la maison d'une nouvelle façade, peinte par Viktor Vasnetsov.

## Architecture
La galerie Tretiakov est la réalisation architecturale la plus connue de Vasnetsov. La façade créée par l'artiste est surmontée des armes de la ville de Moscou (Saint-Georges terrassant le dragon) sculptée dans la pierre blanche.
Le parti de l'architecte part d'une association avec l'architecture d'avant Pierre le Grand, pour créer une métaphore pittoresque et émotionnelle de l'antiquité russe. Mais il évite d'emprunter à quoi que ce soit de spécifique.
Son architecture devint un signe des temps au tournant des siècles.

## Collections

### Les icônes et les peintres d'icônes
La Sainte-Face de Novgorod, Notre-Dame de Vladimir, La Transfiguration, Dormition aux nuages, Annonciation d'Oustioug, L'Archange Mikhaïl, La Vierge du Don, Le Prophète Élie au désert, Quarante martyrs de Sébaste
Dionissi, Simon Ouchakov, Andreï Roublev (Icône de la Trinité), Théophane le Grec (La Transfiguration), Alipi Petcherski
| Image | Artiste          | Titre                   | Date                                                       | Remarques |
| ----- | ---------------- | ----------------------- | ---------------------------------------------------------- | --- |
|       |                  | Annonciation d'Oustioug | Icône réalisée au XIIe siècle, vers 1120-1130, à Novgorod. | Le sujet est l'annonce faite à la Vierge Marie de sa maternité divine par l'archange Gabriel (Annonciation). C'est une des rares icônes russes pré-mongoles conservées jusqu'à notre époque. |
|       | peintre Grégoire | Notre-Dame de Vladimir  | vers 1130                                                  | Icône envoyée par le patriarche de Constantinople au grand-duc Youri Dolgorouki de Kiev, vers 1131. Selon la tradition, elle a été réalisée par calque inversé (copie spéculaire) de l'icône de la Vierge peinte par l'évangéliste Luc et envoyée de Jérusalem à Constantinople avant 439 par Eudoxia, épouse de l'empereur Théodose II, à sainte Pulchérie, sœur de l'empereur. |
|       | Andreï Roublev   | Icône de la Trinité     | 1411 ou 1423–1425                                          | L'icône de la Trinité réalisée par Roublev marque l'apogée de la peinture ancienne de Moscou. Le sujet est l'hospitalité d’Abraham, thème de l'Ancien Testament sur lequel se sont fondés les Pères de l'Église pour évoquer la Trinité. Formée de trois panneaux de bois, elle mesure environ 1 m de large sur 1,5 m de haut.                                                   |

### Les peintres duXVIIIesiècle
Ivan Argounov, Dmitri Levitsky

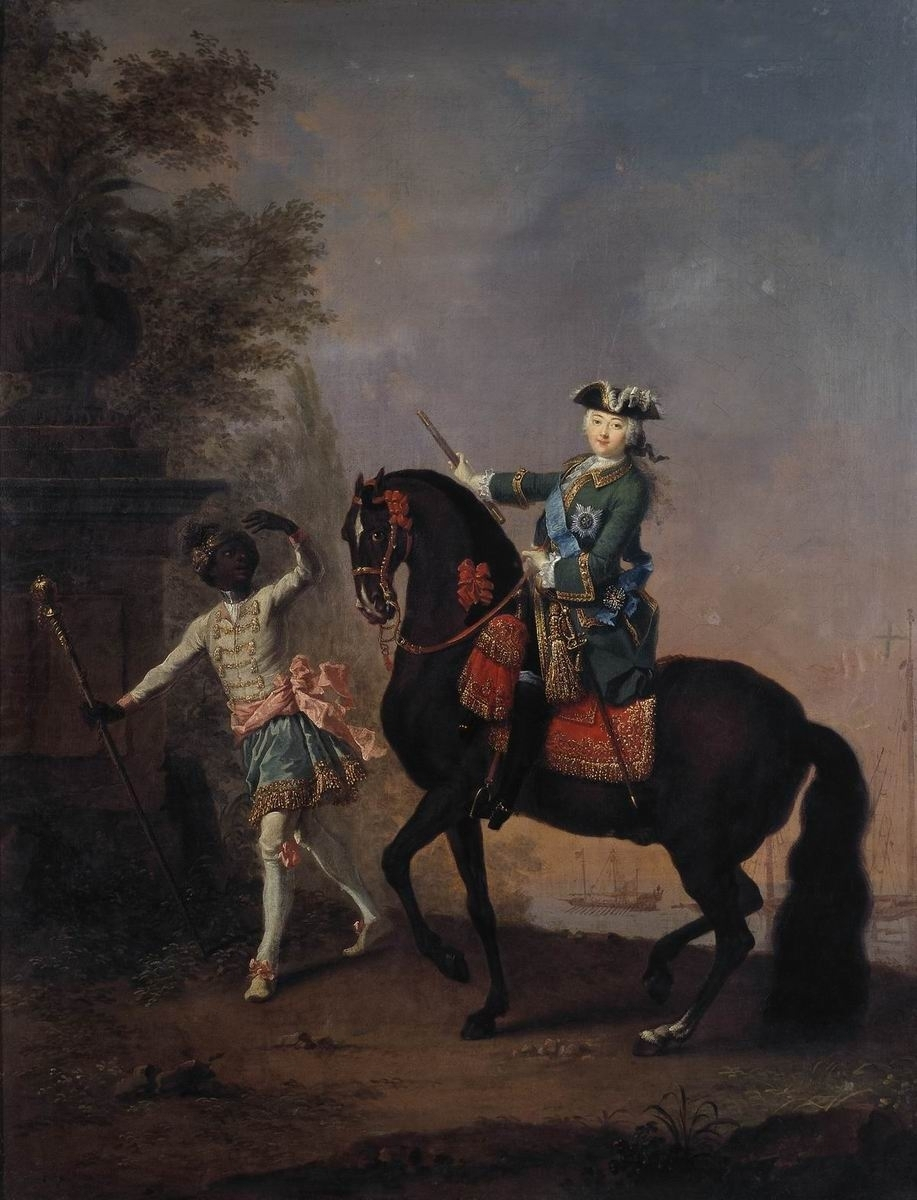
Georg Christoph Grooth, L'impératrice Élisabeth de Russie à cheval, assistée par un page (en) (1743).
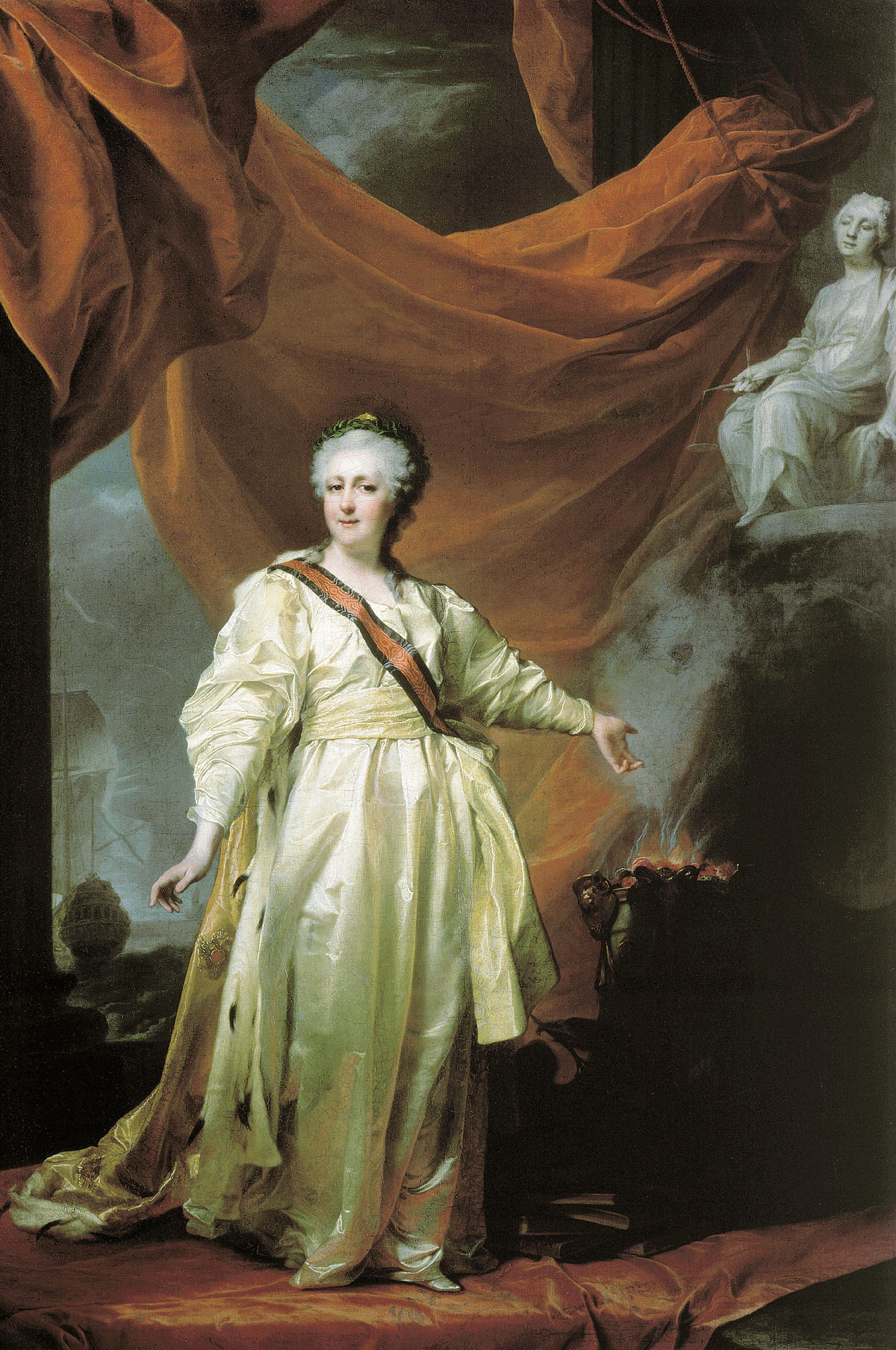
Dmitri Levitsky, Catherine la Grande dans un temple de la Justice (1783).
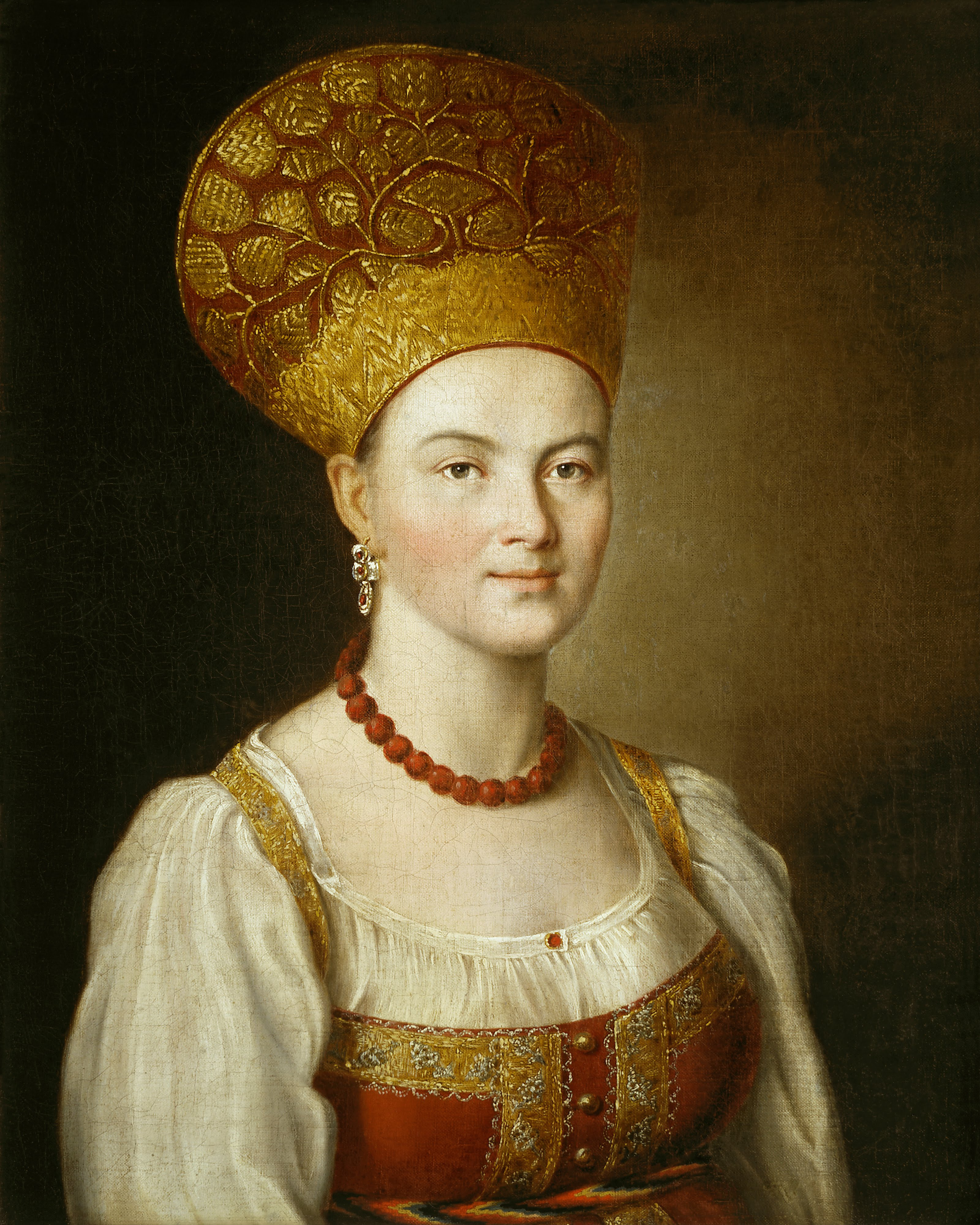
Ivan Argounov, Portrait d'une jeune inconnue (1784).
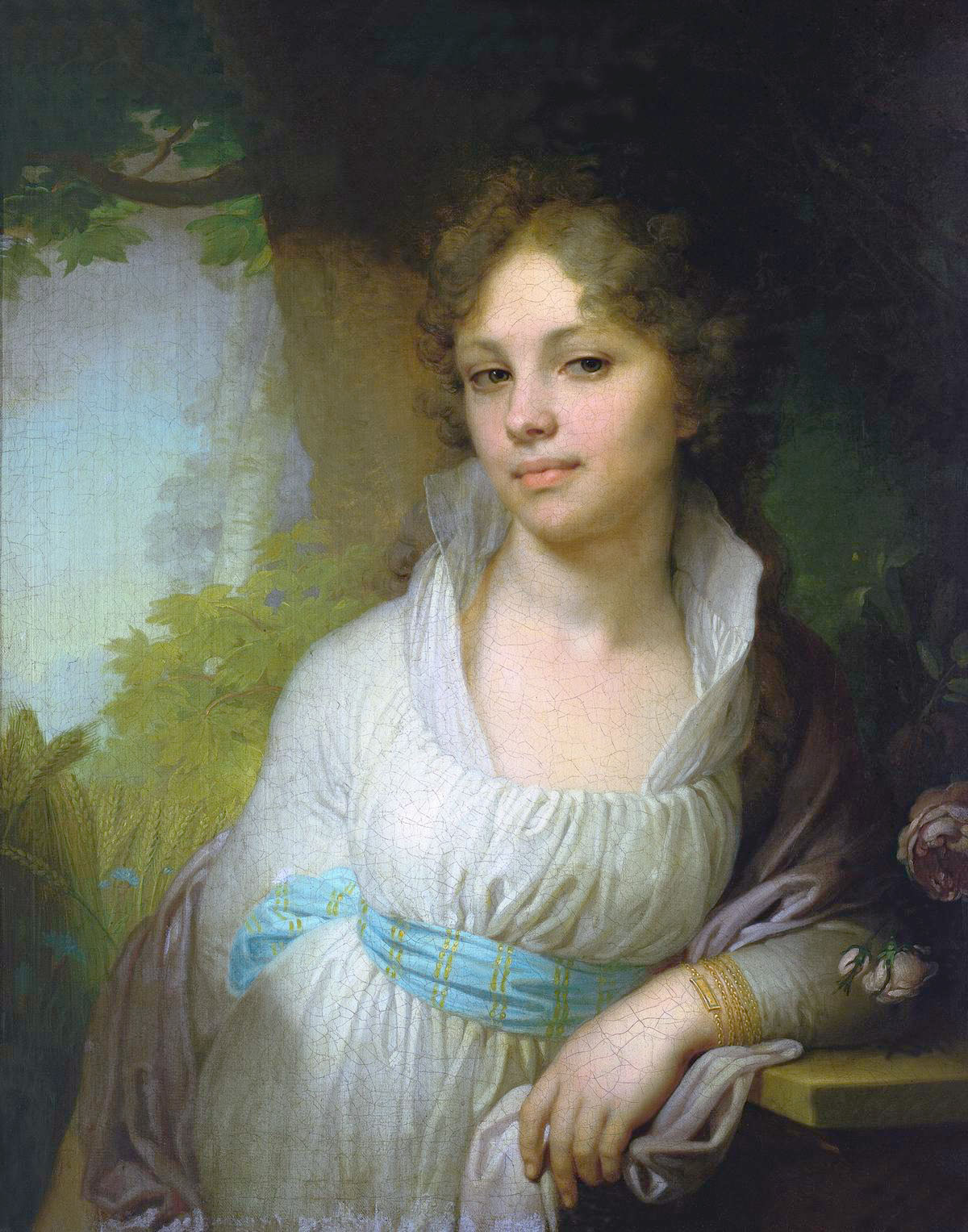
Vladimir Borovikovsky,  Portrait de Maria Lopoukhina (1797).

### Les peintres duXIXesiècle
Ivan Aïvazovski, Abram Arkhipov, Ivan Chichkine, Nicolas Gay, Alexeï Harlamov, Alexandre Ivanov, Oreste Kiprensky, Constantin Korovine, Xavier de Maistre, Ilia Répine, Alexeï Savrassov, Valentin Serov, Vassili Sourikov (La Boyarine Morozova, 1887), Victor Vasnetsov

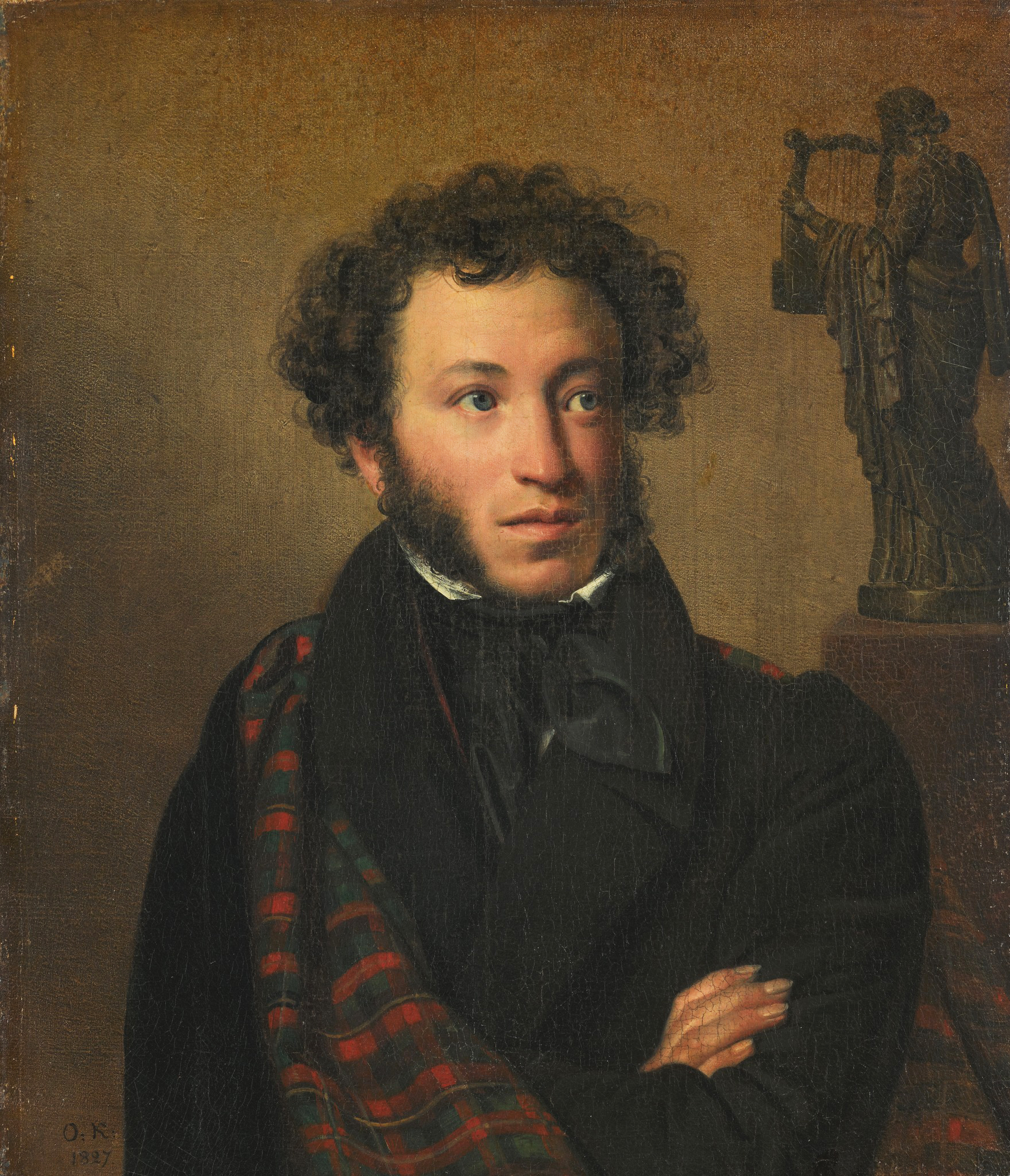
Oreste Kiprensky, Portrait d'Alexandre Pouchkine (1823).
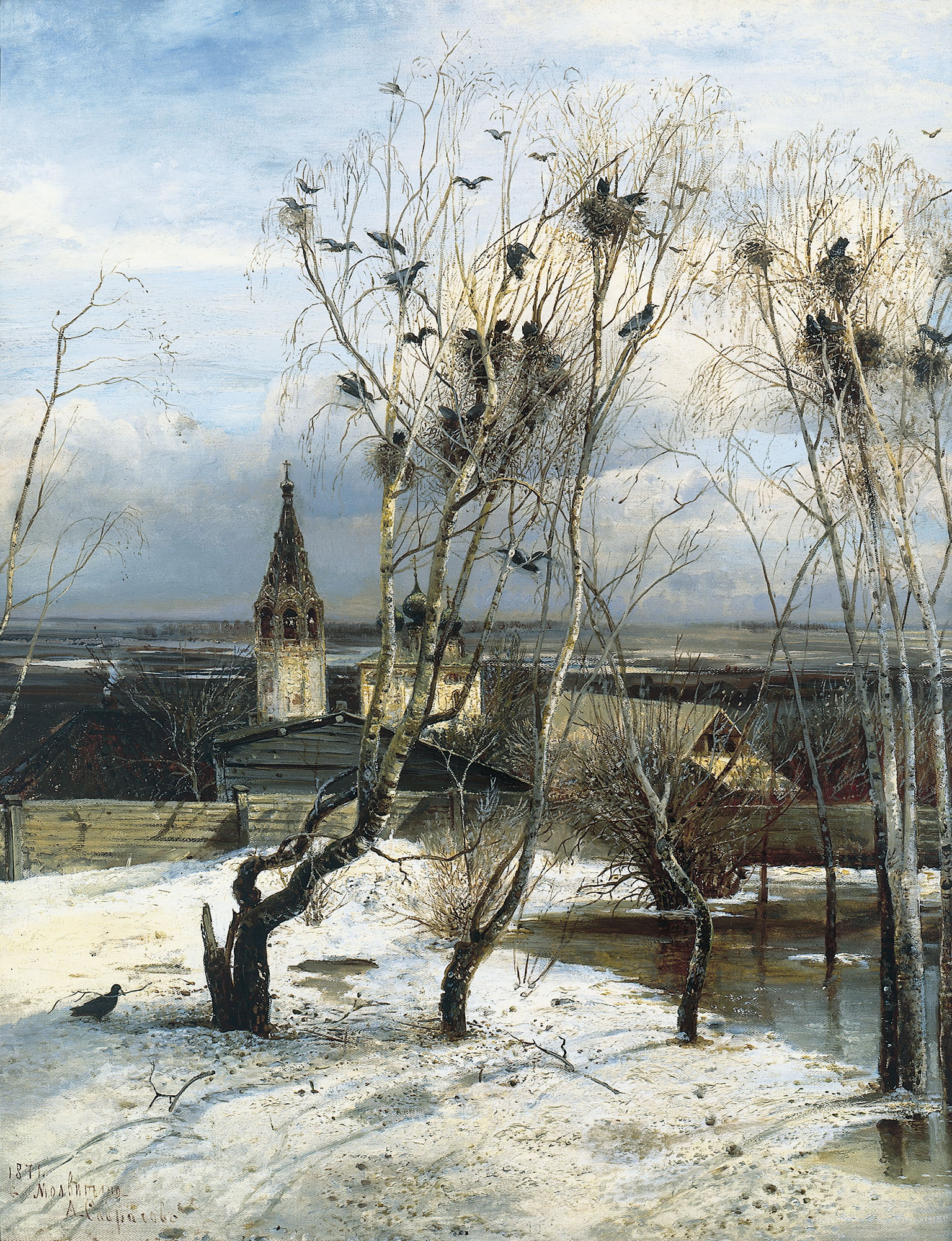
Alekseï Savrasov, Les freux sont de retour (1871).
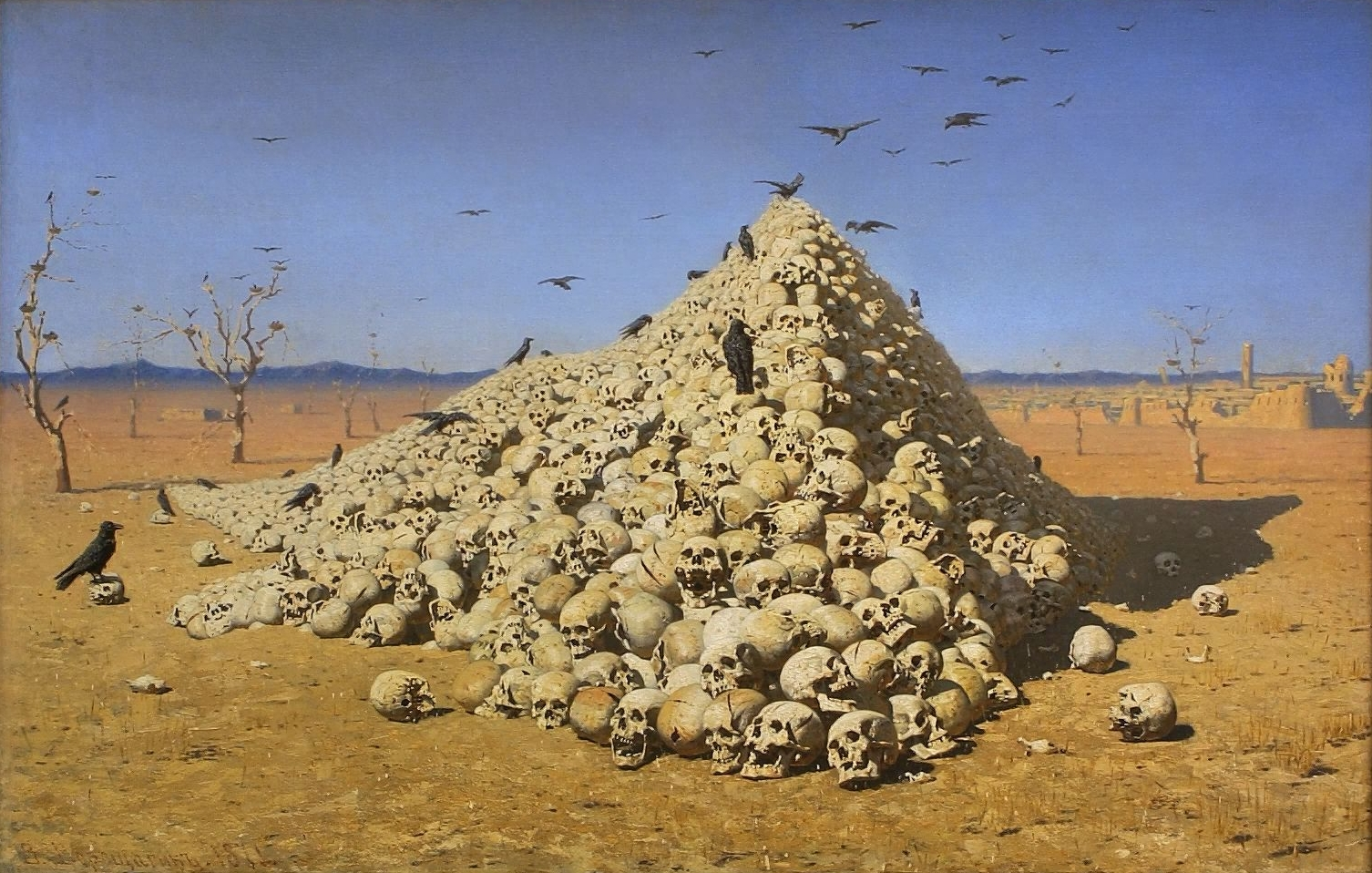
Vassili Verechtchaguine, Apothéose de la guerre (1871).
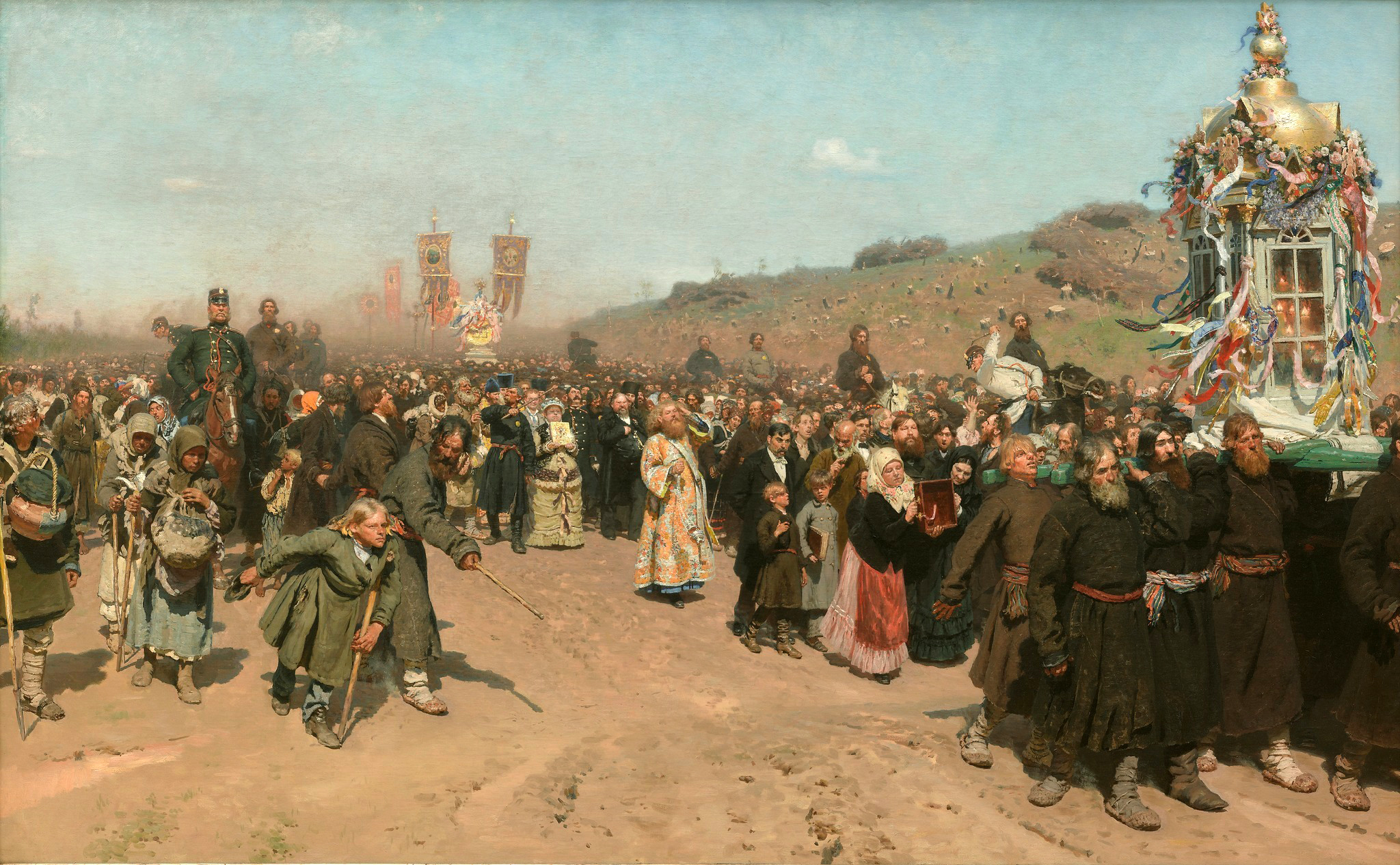
Ilya Répine, Procession religieuse dans la province de Koursk  (1880–1883).
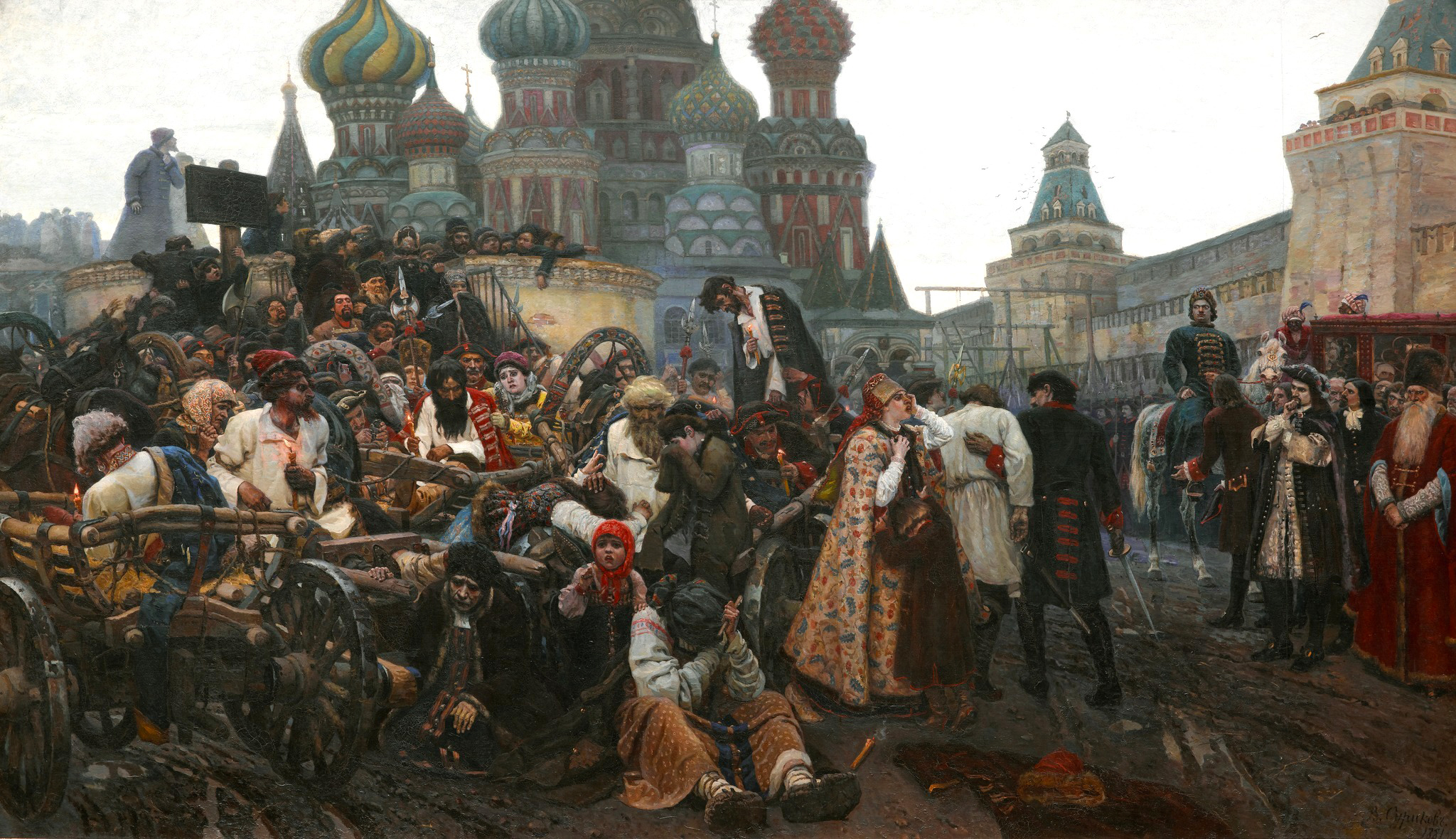
Vassili Ivanovitch Sourikov, Le Matin de l'exécution des streltsy après l'échec de leur révolte de 1698, (1881).
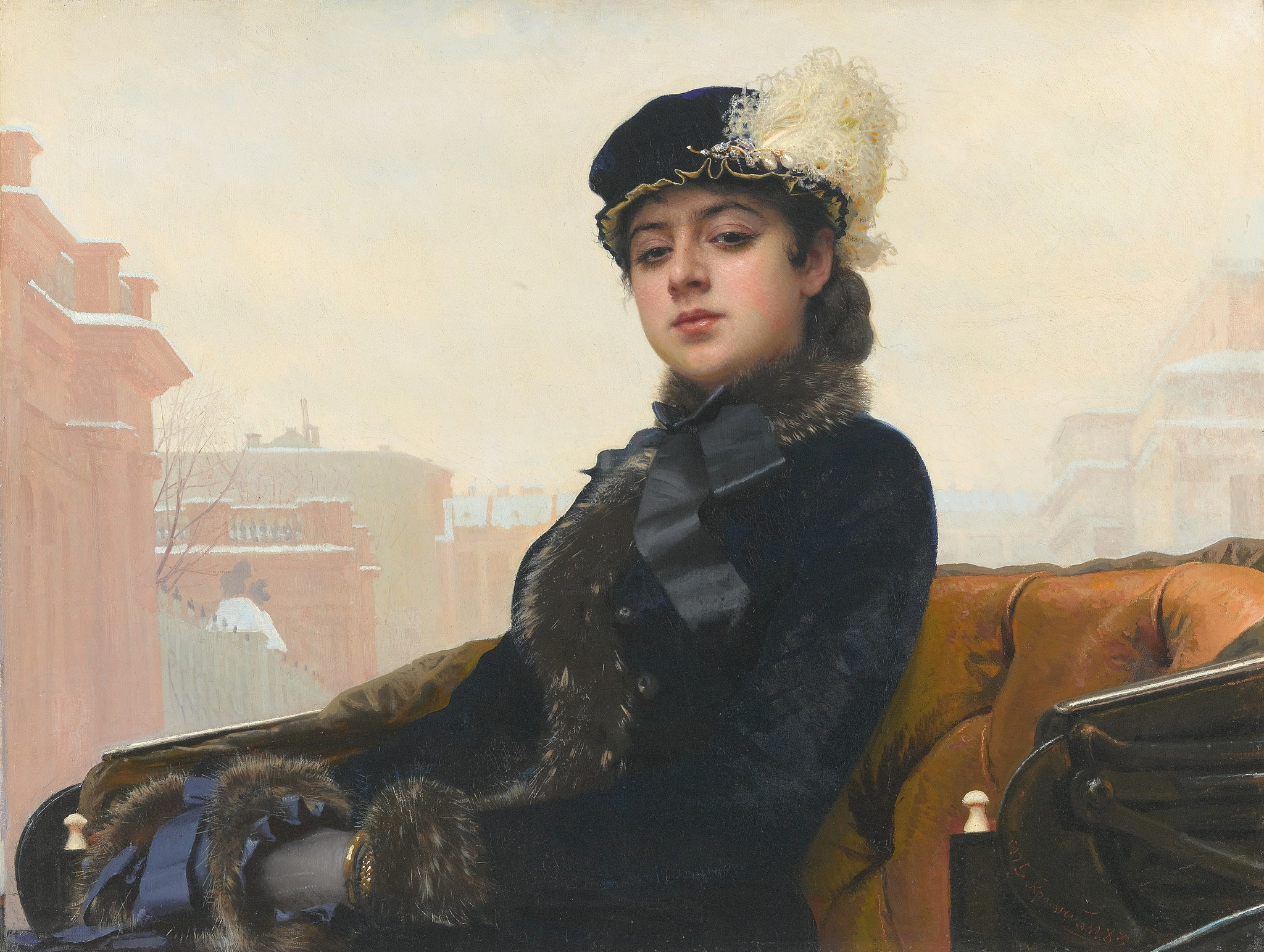
Ivan Kramskoi, L'Inconnue (1883).
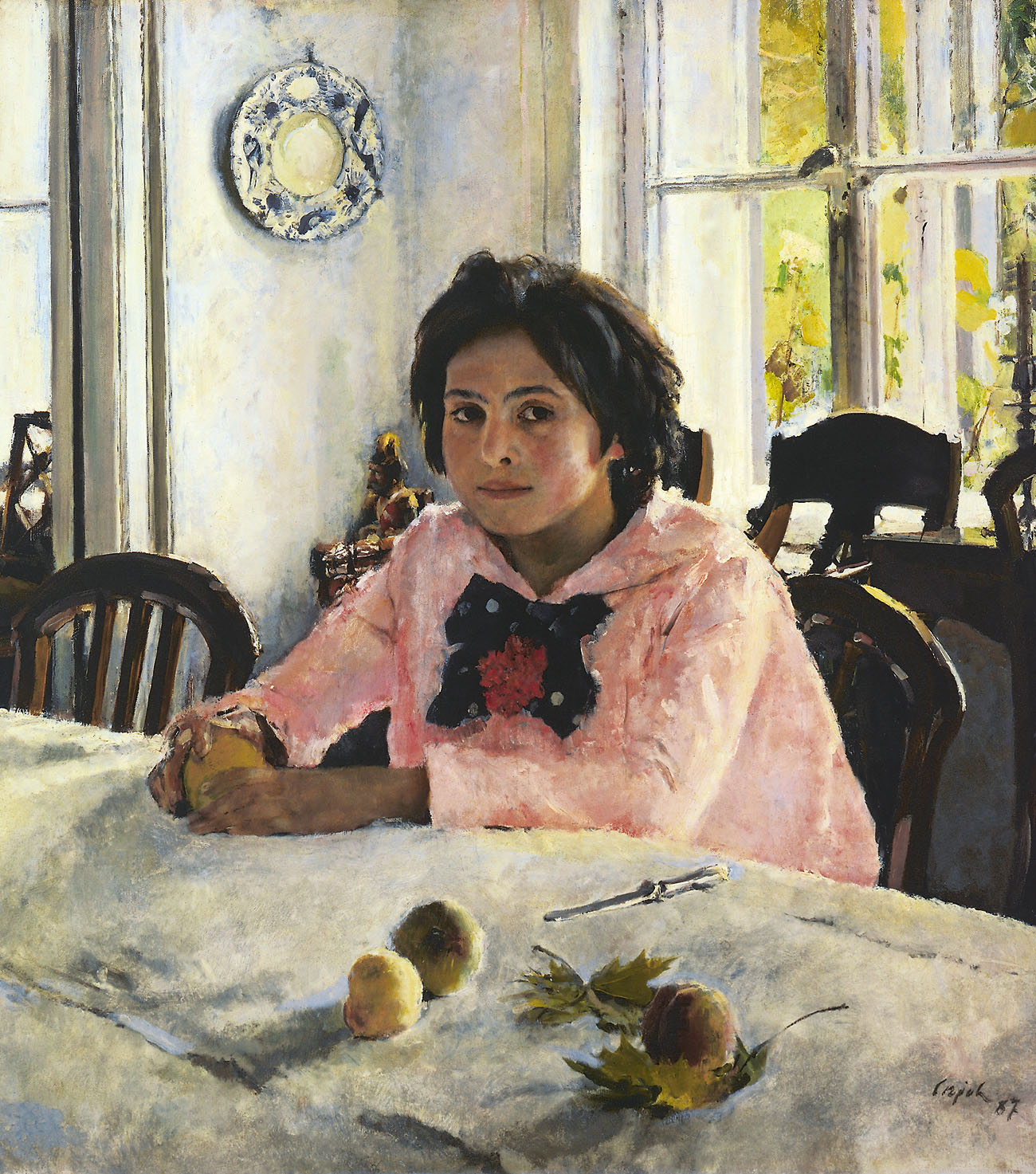
Valentin Serov, La Jeune Fille aux pêches (1887).
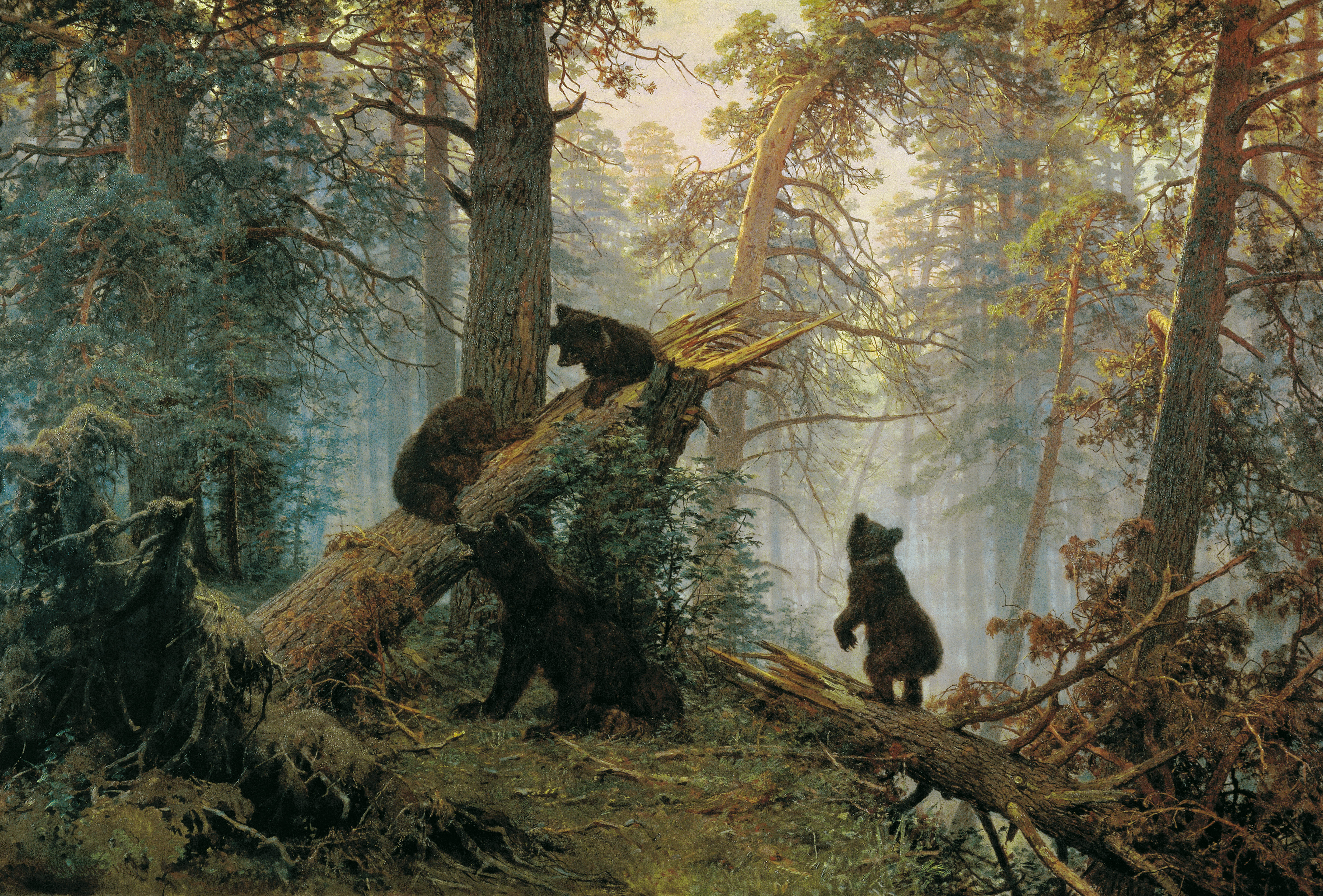
Ivan Chichkine et Constantin Savitski, Un matin dans une forêt de pins (1889).
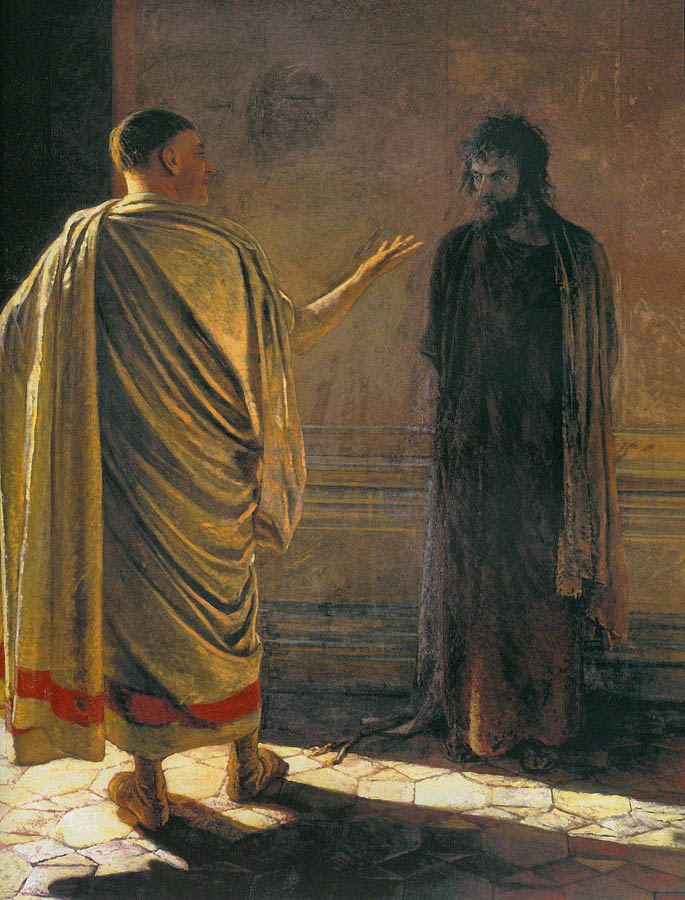
Nikolaï Gay, Quid est veritas ? Christ et Pilate (ru) (1890).
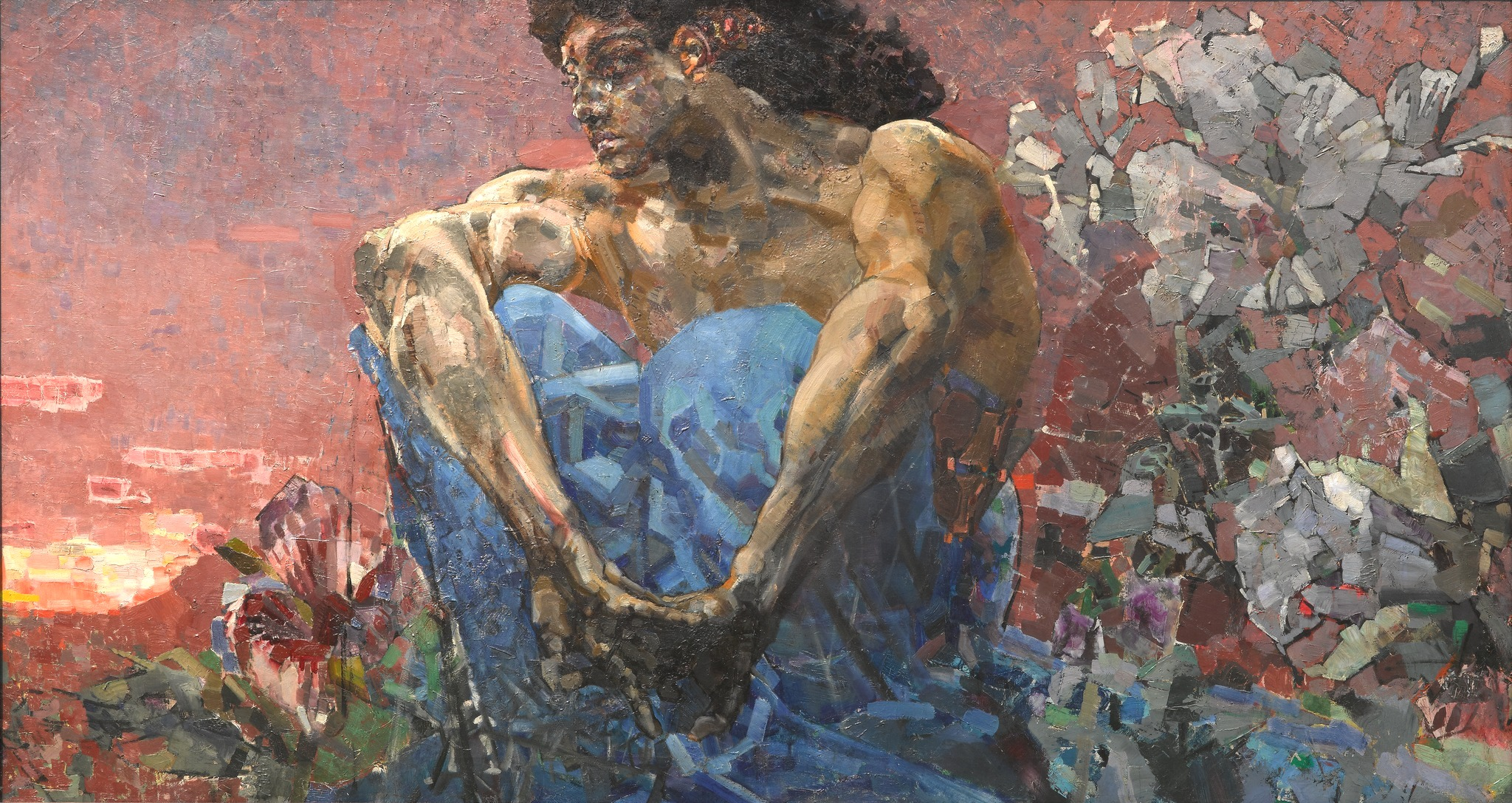
Mikhaïl Vroubel, Le Démon assis (1890).
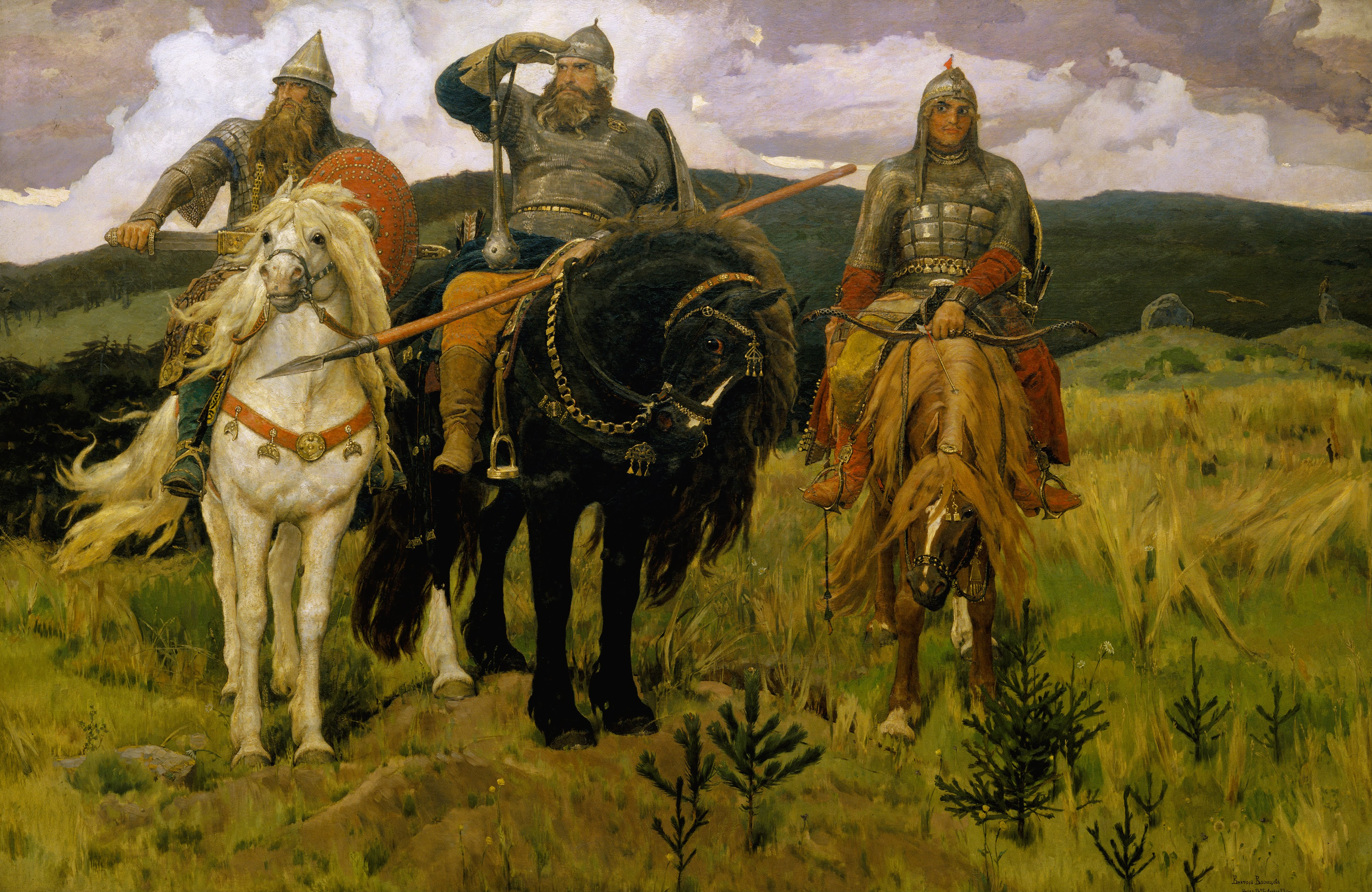
Victor Vasnetsov, Les Bogatyrs (1898).

### Les peintres duXXesiècle
Kim Britov, Marc Chagall, Aleksandrs Drēviņš, Nathalie Gontcharova, Igor Grabar, Mitrophane Grekov, Sergei Grigoriev, Vassily Kandinsky, Andrei Kolkoutine, Constantin Korovine, Kasimir Malevitch, Alkis Pierrakos, Nicolas Roerich, Nina Sergueieva, Vladimir Stojarov, Zourab Tsereteli, Tatiana Iablonskaïa, Georgy Totibadze.

## Filiales de la Galerie Tretiakov

### Nouvelle Galerie Tretiakov

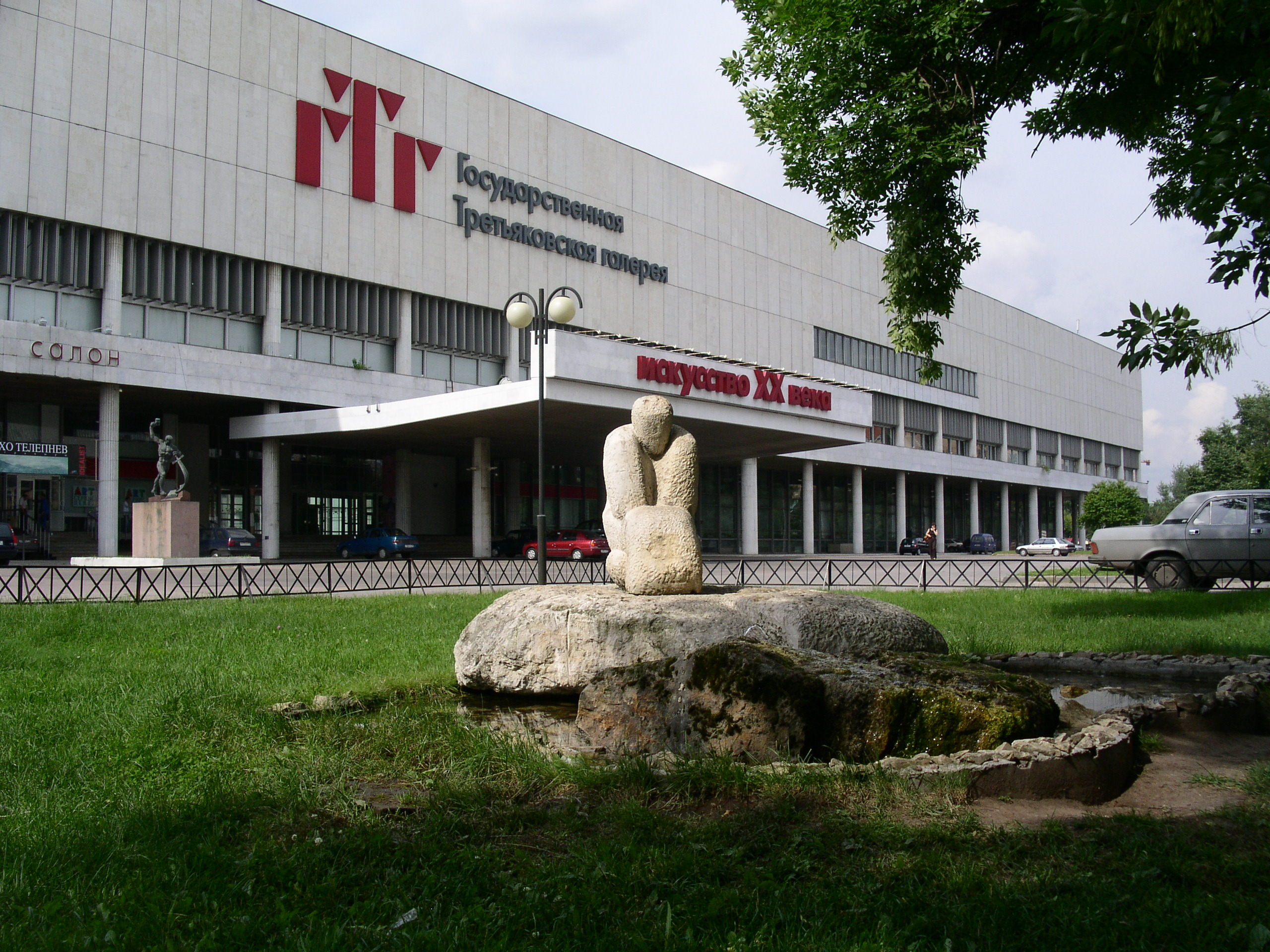
Nouvelle Tretiakov.

La Nouvelle Galerie Tretiakov, est une filiale de la galerie Tretiakov, située Rue Krymski Val , 10, à Moscou. En 1956, la décision a été prise de construire un bâtiment supplémentaire à la rue Krymski Val, à proximité du lieu de naissance de Pavel Tretiakov. La construction s'est achevée en 1986 et, la même année, les premières expositions ont eu lieu : 40e année de la victoire sur le fascisme,  La jeunesse du pays et Les étapes d'un grand chemin, organisées ensemble avec la galerie Tretiakov et la galerie d'Art d'État. Depuis 2018, la Nouvelle Galerie Tretiakov expose des œuvres de l'art russe datant du XXe siècle et du XXIe siècle, réalisées dans le style de l'avant-garde, du réalisme socialiste, du non-conformisme.

### Corpus des ingénieurs, Galerie Tretiakov

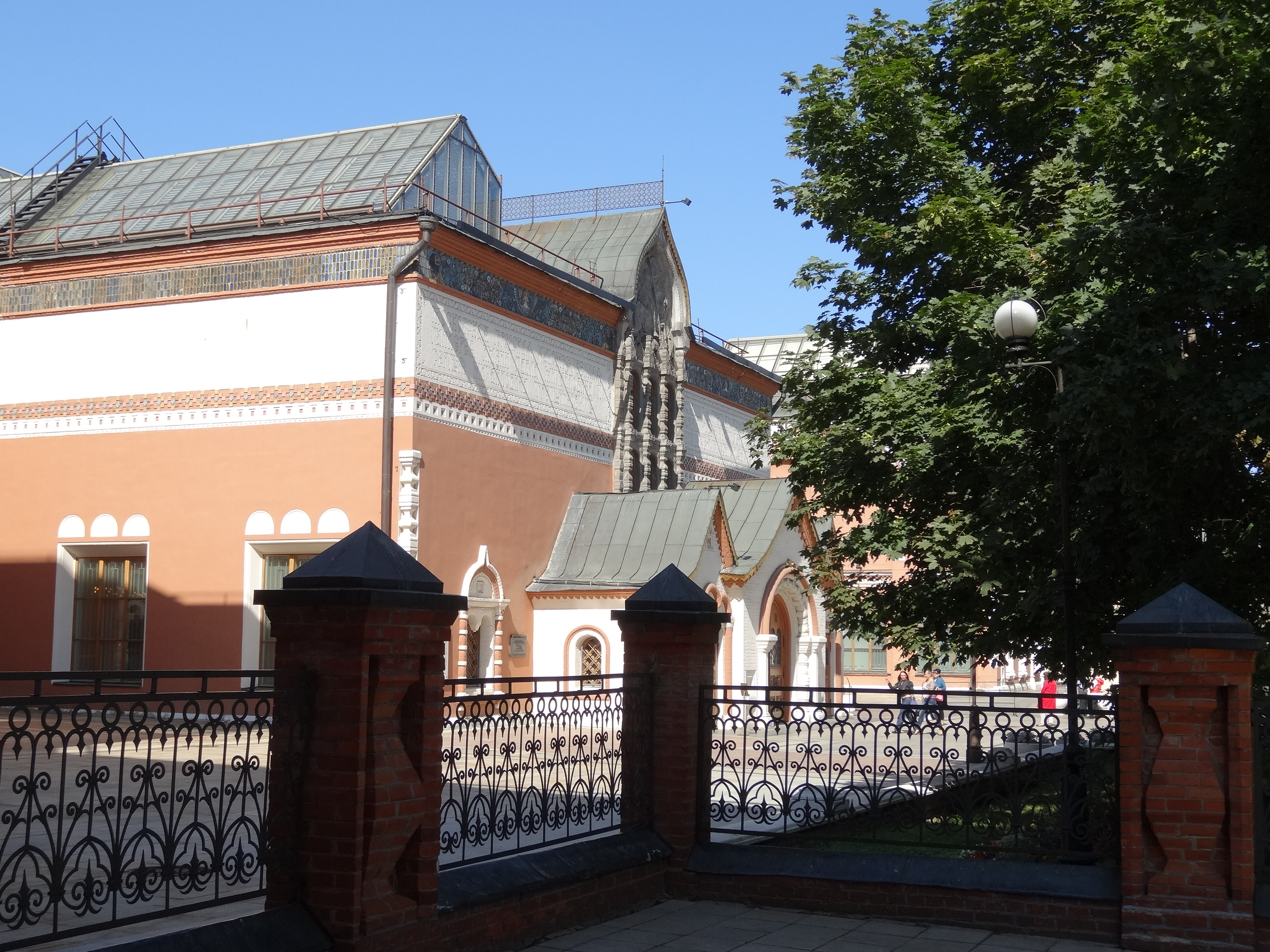
Corpus des ingénieurs, Moscou.

En 1989, du côté sud du bâtiment principal du corpus des ingénieurs (Ruelle Lavrouchinski, 12, à Moscou) ont été aménagés des espaces d'exposition, des salles de conférences, un centre d'information ainsi que des services d'ingénierie. Au premier et au deuxième étages ont lieu régulièrement des expositions de peinture classique et contemporaine dans le cadre du projet général Carte d'or de la Russie, dans le but de présenter à Moscou l'ensemble des musées régionaux du pays.

### Maison-atelier Anna-Goloubkina

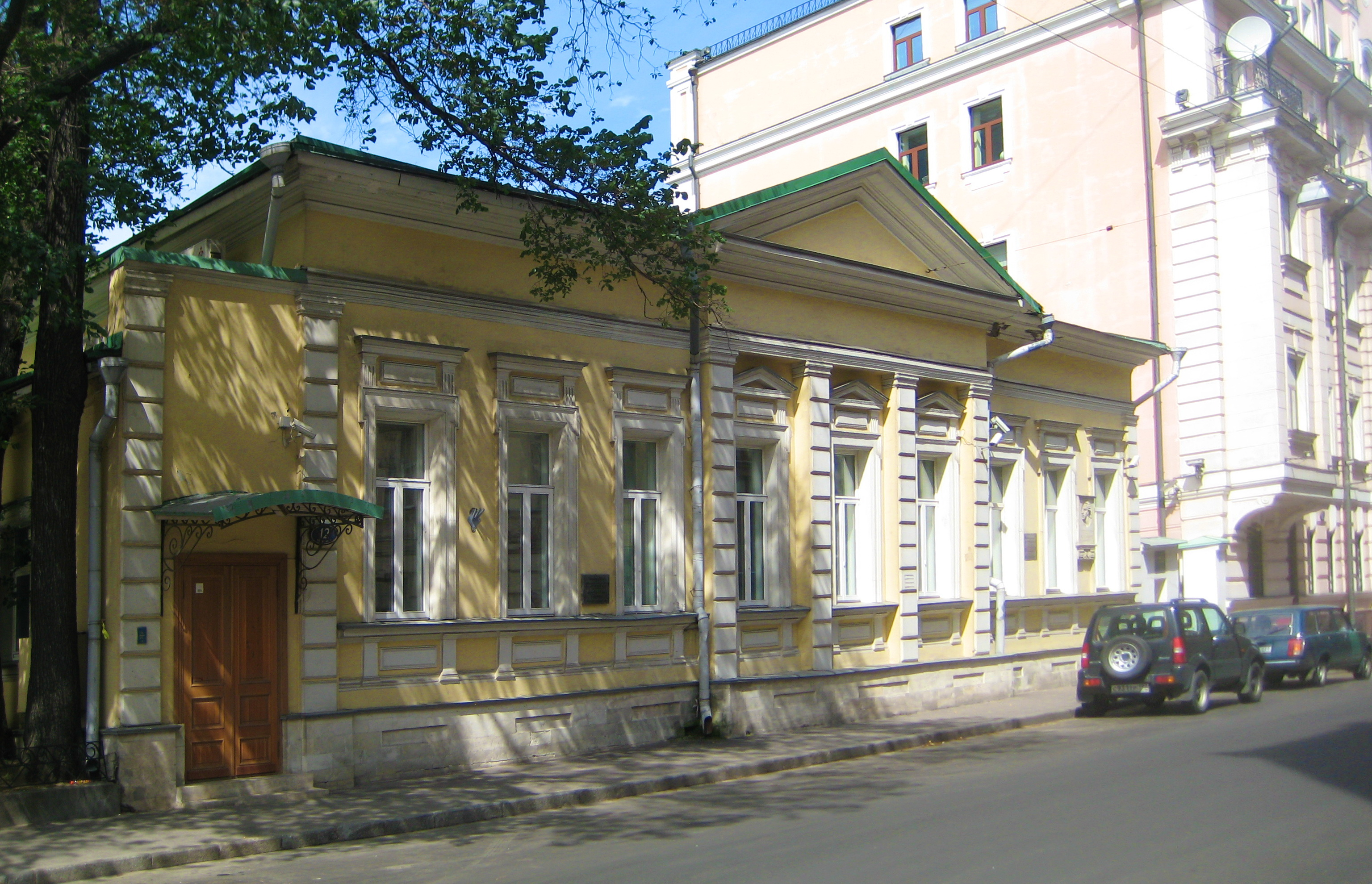
Musée-atelier A. Goloupkina.

Le musée-atelier du nom de la sculptrice Anna Goloubkina a été fondé en 1934 par un décret du Présidium du comité central exécutif de toute la Russie. À cette époque, il était situé dans deux ateliers d'art de Goloubkina et était le seul musée de sculpture à Moscou. Le 19 mai 1952, le musée a été fermé pour des raisons idéologiques et l'exposition a été transférée au Musée russe et à la galerie Tretiakov. En 1972, le ministère de la Culture de l'URSS a décidé de restaurer le musée et, en 1988, il est devenu une partie de la galerie Tretiakov. La collection comprend des sculptures de Goloubkina, une collection de pierres et de dessins, des outils techniques du travail du maître, ainsi que des objets personnels et des photographies.Le musée est situé ruelle Grand Levchinski, 12.

### Maison-musée Pavel-Korine
En 1968, à Moscou, est ouverte la Maison-musée Pavel Korine, au no 16 de la rue Malaïa Pirogovskaïa. C'est une filiale de la galerie Tretiakov (Maison-musée Pavel Korine). De nombreuses œuvres y sont exposées, parmi lesquelles des icônes russes anciennes.